# أوكسانا ليوبتسوفا
أوكسانا ليوبتسوفا (بالأوكرانية: Оксана Любцова)‏ مواليد 13 سبتمبر 1985 في أوكرانيا، هي لاعبة كرة مضرب أوكرانية تلعب باليد اليمنى. أعلى تصنيف لها في الفردي كان المركز الـ 149 في سنة 2008. بينما في الزوجي وصلت إلى المركز 254.

## روابط خارجية
- أوكسانا ليوبتسوفا على موقع رابطة محترفات التنس (الإنجليزية)
- أوكسانا ليوبتسوفا على موقع الاتحاد الدولي لكرة المضرب (الإنجليزية)
- أوكسانا ليوبتسوفا على موقع إي إس بي إن.كوم (الإنجليزية)